# Röstmasse

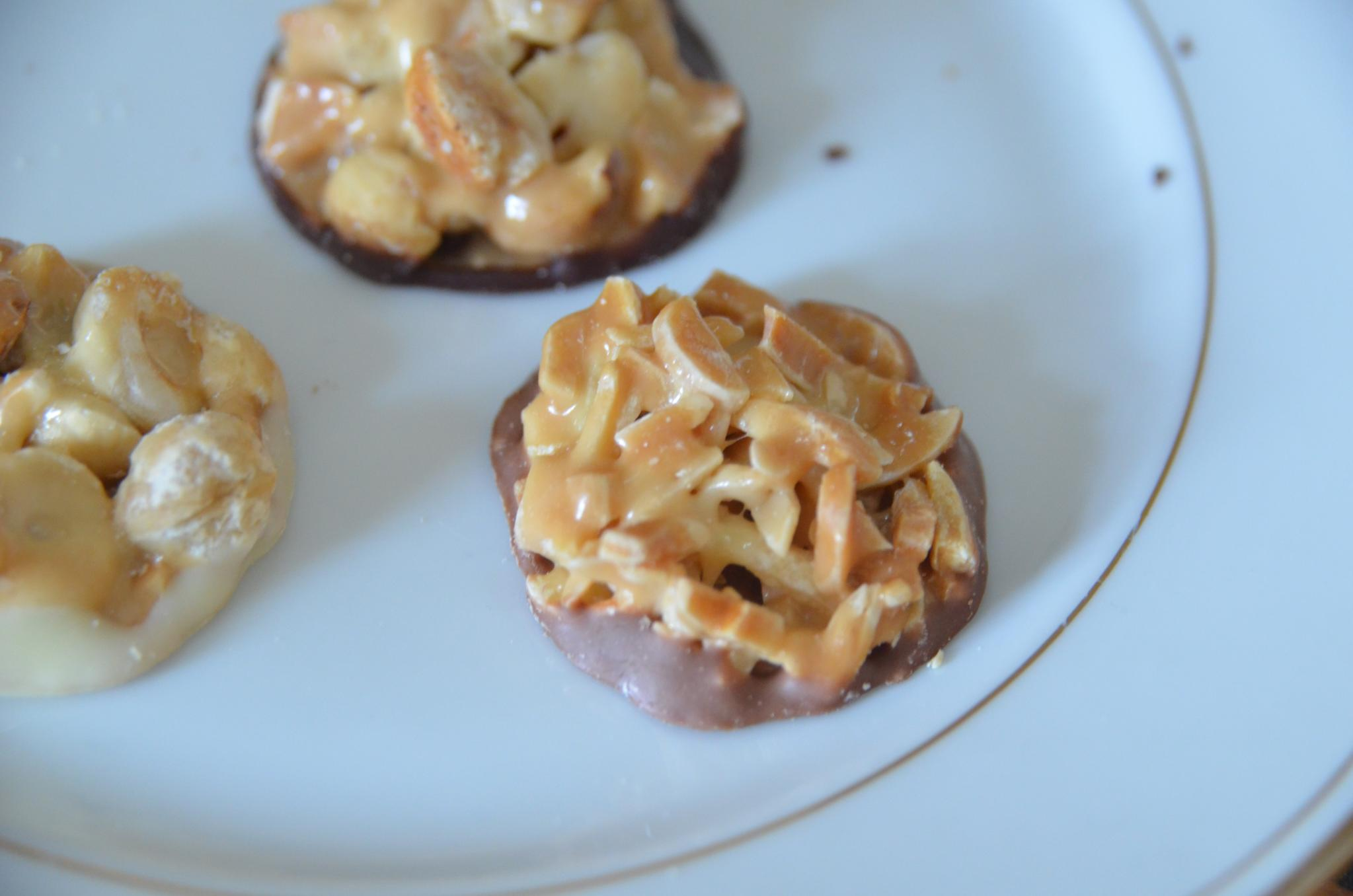
Florentiner

Röstmasse ist eine karamellähnliche Masse aus Zucker, Fett, Milch oder Sahne und ganzen oder zerkleinerten Mandeln, Nüssen oder anderen Ölsamen, die auf verschiedene Weise in feinen Backwaren Verwendung findet. Zur Herstellung werden die Zutaten geröstet. Beim Backen mit Röstmasse bildet diese entweder den Gebäckkörper selbst oder wird auf ein anders zusammengesetztes Gebäck aufgestrichen, wobei sie im letzteren Fall mehr Fett und Flüssigkeit enthält, um streichfähig zu bleiben. Je nach Rezept kann sie neben den vorgenannten Bestandteilen auch noch weitere Zutaten wie etwa Orangeat enthalten.

## Herstellung
Zur Herstellung von Röstmasse werden Zucker, Fett und Milch bzw. Sahne in einem Kessel auf 112 °C erhitzt, so dass der Zucker „schwachen (oder leichten) Flug“ zeigt. Dann werden die Ölsaaten und sonstige Zutaten hinzugefügt und so lange weiter geröstet, bis die Masse abbindet.

## Feine Backwaren mit Röstmasse
- Bienenstich hat einen Belag aus einer Röstmasse mit Walnüssen, Haselnüssen oder Mandeln, der mindestens 20 % des Teiggewichtes ausmacht. Diese Röstmasse muss einen Ölsaatenanteil von mindestens 30 % haben.[2]
- Nussecken und Mandelschnitten sind ebenfalls mit Röstmasse aus Nüssen bzw. Mandeln belegt.
- Florentiner haben einen Gebäckkörper aus einer Röstmasse mit Mandeln und/oder Nusskernen und enthalten nicht mehr als 5 % Mehl.
- Nussknacker bestehen aus einer Röstmasse mit ganzen oder nur grob gehackten Nusskernen, die entweder den ganzen Gebäckkörper bildet oder auf einem Mürbeteigboden liegt.